# Мсье Ир
«Мсье Ир» (фр. Monsieur Hire) — французский художественный фильм 1989 года режиссёра Патриса Леконта, получивший высокие оценки как во Франции, так и за её пределами. Вторая экранизация романа Жоржа Сименона «Помолвка мсье Гира» (первая — фильм «Паника» Жюльена Дювивье, 1946).

## Сюжет
Портной мсье Ир немолод, замкнут и тяготеет к уединённой жизни. Немногочисленные его радости — игра в боулинг и наблюдение повадок белых мышей. После убийства юной Пьеретты кто-то заметил, как к дому, где он живёт, бежал мужчина. Ир становится главным подозреваемым в убийстве, ведь соседи не жалуют нелюдима и находят его подозрительным.
Инспектор полиции, ведущий расследование, задался целью найти улики, изобличающие мсье Ира. Когда-то тот был осуждён за развратные действия, да и теперь демонстрирует склонность к вуайеризму: мсье любит наблюдать из своих окон за домом напротив, где молодая соседка Алиса встречается со своим женихом Эмилем.
Узнав о том, что за ней наблюдают, Алиса стремится завязать знакомство с мсье Иром, спровоцировать его на контакт. Под её напором Ир признается, что давно любит её, и предлагает уехать с ним в Швейцарию. Алиса понимает, что Ир видел из своего окна, как в ночь убийства она с Эмилем уничтожала следы преступления. Портной не донёс на Эмиля только из опасения, что его любимая попадёт под суд как соучастница.
Воспользовавшись отсутствием мсье Ира, Алиса подбрасывает в его квартиру сумочку Пьеретты. При появлении полиции мсье Ир пытается бежать, взбирается на крышу дома, но срывается оттуда вниз. Алиса из окна наблюдает за его падением. После похорон Ира инспектор находит в камере хранения посылку от покойного с неопровержимым доказательством виновности Эмиля. 

## В ролях
- Мишель Блан — мсье Ир
- Сандрин Боннер — Алиса
- Люк Тюйе — Эмиль
- Андре Вильм — инспектор

## Работа над фильмом
Для известного комика Мишеля Блана это был дебют в «серьёзном» кино. Уличные сцены снимались в различных населённых пунктах Франции и Бельгии с тем, чтобы зритель не мог приурочить место действия к одному определённому городу. Интерьеры были отсняты в студии. Ключевая сцена, когда Алиса впервые приходит в комнату соседа, была утрачена при лабораторной обработке плёнки; её пришлось переснимать.
Оригинальную музыку к фильму написал Майкл Найман. Однако пропущенная через весь фильм романтическая мелодия (пластинку, которую мсье Ир ставит всякий раз, когда подходит к окну, чтобы наблюдать за Алисой) принадлежит Брамсу (Quatuor en Sol Mineur Op. 25). Идея сквозного музыкального лейтмотива возникла у монтажёра Жоэль Аш уже на этапе монтажа. Кадры с крутящейся пластинкой были, таким образом, отсняты последними, когда декорации уже начинали разбирать.
Мировая премьера ленты состоялась в рамках Каннского фестиваля 1989 года. Фильм получил положительные отзывы ведущих кинокритиков, включая Джонатана Розенбаума и Роджера Эберта, который выставил ему высший балл и годы спустя включил в подборку «великих фильмов» всех времён.

## Анализ
Режиссёр признаётся, что при экранизации детективной классики изживал все жанровые приметы кинодетектива, ибо старался сделать фильм о чувствах. Нестандартно сняты даже такие типичные для жанра сцены, как опознание подозреваемого свидетелями. Отношения двух главных героев парадоксальны: Алиса не только понимает иррациональность своей самоистребительной любви к ничтожному Эмилю, но и видит, что столь же иррациональным и самоотверженным является чувство мсье Ира к ней самой.
В фильме произносится мало слов. Информацию об эмоциях и мотивах персонажей зритель вынужден извлекать из сопоставления различных сцен и перспектив, которые предлагает ему никогда не стоящая на месте камера. Например, закатившийся в комнату Ира ярко-красный помидор намекает на вторжение в его замкнутое внутреннее пространство женщины. По традиции, идущей от хичкоковского «Окна во двор», жертва вуайера оборачивает на него свой взгляд и превращает его самого в объект наблюдения.

## Восприятие и оценки

### Мнения
- Роджер Эберт: «Трагедия об одиночестве и эротической одержимости двух одиночек, которых кроме этого ничего не связывает. Жоржа Сименона завораживали странности человеческой природы, которые он передавал изящной лаконичной прозой, чем-то напоминающей тщательно просчитанную визуальную манеру Леконта»[5].
- Киносправочник Time Out: «Предпочитая саспенсу нюансировку, Леконт неспешно, но уверенно составляет мозаику из кратких непрояснённых сцен, отражающих нерешительность и нервозность главного героя. Такой повествовательный лаконизм сообщает о незадачливом протагонисте больше, чем слова»[9].
- Киносправочник All Movie Guide: «Фильм об одиночестве и вуайеризме… своей холодной аккуратностью напоминает Хичкока и Ланга. <…> Искусное препарирование разъединения и отчуждённости составляет трагический, загадочный шедевр»[10][8].

### Награды
- Премия Французского объединения кинокритиков, 1990 — Лучший фильм (Патрис Леконт)
- «Сезар», 1990 — Лучший звук (Пьер Ленуар, Доминик Эннекен)
- Премия Бостонского общества кинокритиков, 1991 — Лучший фильм на иностранном языке
- «Золотой жук» (Швеция), 1992 — Лучший зарубежный фильм

### Номинации
- «Сезар», 1990:
  - Лучший фильм (Патрис Леконт)
  - Лучшая режиссура (Патрис Леконт)
  - Лучшая мужская роль (Мишель Блан)
  - Лучшая женская роль (Сандрин Боннер)
  - Лучшая музыка (Майкл Найман)
  - Лучший монтаж (Жоэль Аш, Клодин Мерлин)